# Кранхииды
Кранхииды (лат. Cranchiidae) — семейство головоногих моллюсков из отряда океанических кальмаров (Oegopsida).

## Описание
Семейство относится к «планктонным» кальмарам. Обитают как в поверхностных водах, так и на средних глубинах океана, взрослые особи могут достигать глубин до 2000 м. В зависимости от вида размеры колеблются от 10 см до 3 м (некоторые экземпляры колоссального кальмара превышали 10 м).
Эти животные обладают нейтральной плавучестью, для чего накапливают хлорид аммония в особом мешке-поплавке, что повышает их плавучесть, но из-за слабой подъёмной силы этого раствора эти животные рыхлые и нежные, а сами моллюски ведут малоподвижный образ жизни, зато у них хорошо развит хватательный аппарат. Рыба, особенно молодая, чтобы чувствовать себя в безопасности, ориентируется на крупные предметы, могущие быть укрытием, и замирает рядом с ними, становясь добычей кранхиидов.

## Классификация
В семействе выделяют 2 подсемейства и около 15 родов, содержащих более 60 видов.
- Cranchiinae
  - Cranchia
  - Drechselia
  - Leachia
  - Liocranchia
- Taoniinae
  - Bathothauma
  - Belonella
  - Egea
  - Galiteuthis
  - Helicocranchia
  - Liguriella
  - Megalocranchia
  - Колоссальные кальмары (Mesonychoteuthis)
  - Sandalops
  - Taonius
  - Teuthowenia